# Сент-Джордж (Квінсленд)
Сент-Джо́рдж (англ. Saint George) — невелике місто в південно-західному Квінсленді, Австралія. Є адміністративним центром графства Балонн. Знаходиться за 513 км від Брисбена і за 389 км від Тувумби. Згідно з переписом населення 2006 року населення Сент-Джорджа налічувало 2410 осіб. Місто розташоване на перетині кількох шосе, включаючи Каслріг, Муні, Карнарвон та Балонн.

## Історія
Ім'я місту дав майор Томас Мітчелл в честь дня Святого Георгія, в який він перетнув річку Балонн, 23 квітня 1846 року. На греблі Джек-Тейлор висить табличка на честь цієї події. Поштове відділення було відкрито в 1873 році. В 1874 році була закладена перша римсько-католицька церква, а в 1889 році — англіканська.
У розвитку сільського господарства водопостачання відіграє ключову роль. В 1904 році була пробурена перша свердловина, а до 1950 року було завершено будівництво іригаційної системи, яка використовується в наш час[коли?] для сільськогосподарських потреб.